# 도쿄도도·사이타마현도 제108호선
108번 도쿄도도·사이타마현도(일본어: 東京都道・埼玉県道108号東京朝霞線→도쿄도도·사이타마현도 108호 도쿄-아사카선)는 도쿄도 네리마구에서 사이타마현 아사카시까지 이어지는 일본의 일반도도 및 현도다.

## 같이 보기
- 도도부현도